# Garri Bardin
Garri Iakovlevitx Bardin (rus: Гарри Яковлевич Бардин; nascut l'11 de setembre de 1941) és un director d'animació, guionista, productor i actor rus soviètic més conegut pels seus musicals experimentals i pel·lícules stop-motion. Va ser guardonat amb la Palma d'Or al millor curtmetratge de 1988 pel dibuix animat Vikrutasi i l'Orde d'Honor el 2011.

## Primers anys i educació
Garri Bardin va néixer el 1941 com a Garri Iakovlevtx Bardenstein a Txkalov (actual Orenburg, Oblast d'Orenburg de Rússia) on la seva mare embarassada Rozalia Abramovna Bardenshtein havia estat evacuada de Kíev amb el començament de la Gran Guerra Patriòtica. La seva família era jueva. El seu pare Iakov Lvovitx Bardenixtein era un oficial naval que es va unir als marines el 1941 i va participar en la batalla de Stalingrad. Després de la Segona Guerra Mundial, la família es va traslladar a Liepāja, RSS de Letònia on el seu pare era a la Flota del Bàltic.
Bardin va passar tres anys a l'Exèrcit soviètic, i el 1968 va acabar la Facultat d'Actor a l'Escola de Teatre d'Art de Moscou.

## Carrera
Bardenstein es va incorporar al Teatre Dramàtic N. V. Gogol de Moscou (actual Centre Gogol) on va servir fins al 1973. El director li va demanar que escurcés el seu cognom, que era massa llarg per a cartells de teatre, i va adaptar el nom artístic de Bardin. En sortir del teatre va passar una estona escrivint contes, obres de teatre i guions de televisió. També havia estat donant veu a dibuixos animats des de 1967.
Al voltant de la mateixa època, va enviar un guió a Soiuzmultfilm i se li va proposar dirigir el dibuix animat ell mateix malgrat la seva manca de formació formal. A partir d'aleshores, va treballar com a director d'animació. Entre els seus primers curts va ser el segment Una llauna de la sèrie d’antologia Vesiolaia karusel' No. 8 (1976). El 1979, va dirigir Letutxi korabl, una pel·lícula musical d'animació tradicional basada en l'antic conte de fades rus The Fool of the World and the Flying Vaixell. La pel·lícula i les cançons de Iuri Entin en particular van guanyar popularitat. Després, Bardin va treballar en diverses altres pel·lícules dibuixades a mà juntament amb Entin.
El 1983, va dirigir la seva primera caricatura experimental stop-motion per a adults: Conflict, una al·legoria de la Guerra Freda on dos grups de partits entren en un conflicte que condueix a una guerra. Va ser seguit per diverses pel·lícules de comèdia d’animació de plastilina, inclosa Break!, una paròdia d'un combat de boxa pel qual Bardin va rebre un premi Colom d’Or al Dok Leipzig de 1986. El 1987, va estrenar dues pel·lícules: Brak feta de cordes i Vikrutasi fetes de filferro d'alumini per la qual va ser guardonat amb el Palma d'Or al millor curtmetratge al Festival de Cinema de Canes de 1988.
El 1990, va dirigir el seu últim dibuix animat Soyuzmultiflm: Serii Volk and Krasnaia Xapotxka, una pel·lícula musical d’animació de plastilina que va satiriuzar els últims dies de l'URSS. Va ser premiat amb una sèrie de premis, inclòs el Gran Premi al millor curtmetratge al Festival Internacional de Cinema d'Animació d'Annecy de 1991 i el Premi Nika de 1992 a la millor pel·lícula d'animació. Després d'això, Bardin va fundar i dirigir l'estudi d'animació Stayer on va continuar dirigint pel·lícules d’animació de plastilina i stop motion, així com anuncis de televisió. Després de sis anys de producció, finalment va llançar el seu primer musical d'animació Gadkí Utenok (2010) basat lliurement en el conte de fades de Hans Christian Andersen del mateix nom, amb una forta influència de la La rebel·lió dels animals de George Orwell. Va rebre crítiques contradictòries de la crítica i fracàs a la taquilla, mentre que els canals de televisió centrals de Rússia es van negar a mostrar-lo segons Bardin. A la al mateix temps, va guanyar una sèrie de premis, inclòs el Premi Nika de 2011.

## Vida personal
Bardin es va casar tres vegades. El fill del seu tercer matrimoni Pavel Bardin (Бардин, Павел Гарриевич, nascut el 1975) és un director de cinema rus.

## Filmografia selecta
- Larovosik iz Romaixkovo / Паровозик из Ромашково (1967) -actor de veu (policia)
- Vesiolaia karusel' / Весёлая карусель No. 8 (1976) – director, guionista
- Prikliutxènia Buratino / Приключения Буратино (1976) - actor de veu (aranya)
- Rozigríx / Розыгрыш (1977) - actor (French teacher)
- Letutxí korabl / Летучий корабль (1979) - director, actor de veu (tsar)
- Moscou no creu en les llàgrimes / Москва слезам не верит (1979) - actor (cap enginyer)
- Pif-Paf, Oi-Oi-Oi! / Пиф-паф, ой-ой-ой! (1980) - co-director amb Vitali Peskov, actor de veu (comentador)
- Fitil / Фитиль (1980—1981) - director
- Konflict / Конфликт (1983) - director, guionista
- Break! / Брэк! (1985) - director, guionista, actor de veu (comentafor)
- Banket  / Банкет (1986) - director, guionista
- Brak / Брак (1987) - director, guionista, actor de veu (Busya)
- Vikrutasi / Выкрутасы (1987) - director, guionista, actor de veu (wire man)
- Seryi Volk and Krasnaia Xapotxka / Серый Волк энд Красная Шапочка (1990) - director, guionista, actor de veu (anunciador, Gena el cocodril)
- Kot v Sapogakh / Кот в сапогах (1995) - director, guionista
- Txutxa / Чуча (1997) - director, guionista, productor, actor de veu (convidat)
- Adagio / Адажио (2000) - director, guionista, productor
- Txutxa 2 / Чуча-2 (2001) - director, guionista, productor, actor de veu (pirata, locutor)
- Txutxa 3 / Чуча-3 (2004) - director, guionista, productor, actor de veu (vaca)
- Gadkí Utenok / Гадкий утёнок (2010) - director, guionista, productor, actor de veu (drac)
- Tri melodii / Три мелодии (2013) - director, guionista, productor
- Sluxaia Betkhovena / Слушая Бетховена (2016) - director, guionista, productor
- Bolero-17 / Болеро-17 (2018) - director, guionista, productor
- Pesotxnitsa / Песочница (2021) - director, guionista, productor

## Premis
- "Palma d'Or" al Festival de Canes pel dibuix animat "Freaks" - 1988.
- Premi Nika a la millor pel·lícula d'animació (Seryi Volk and Krasnaia Xapotxka) - 1992.
- Premi "Nika" a la millor pel·lícula d'animació ("Txutxa") - 1999.
- Premi estatal de la Federació de Rússia el 1998 en el camp de la cinematografia (4 de juny de 1999) - per la solució original de problemes artístics i l'ús innovador de mitjans expressius en pel·lícules d'animació.
- Premi Nika a la millor pel·lícula d'animació (Adajio) - 2001.
- Premi "Nika" a la millor pel·lícula d'animació ("Txutxa-3") - 2005.
- Premi Triomf.
- Premi Nika a la millor pel·lícula d'animació (Gadkí Utenok) - 2011.
- Ordre d'Honor (13 d'octubre de 2011) - pels mèrits en el desenvolupament de la cultura i l'art nacionals, molts anys d'activitat fructífera.
- Premi de la Federació de Comunitats Jueves de Rússia "Fiddler on the Roof" - 2015.
- Premi del Grup Hèlsinki de Moscou per a la protecció dels drets humans a través de la cultura i l'art - 2017.
- Premi Internacional de Cinema “Est-Oest. Arc d'Or" per contribució al cinema - 2021.